# Павлов, Иван Петрович (генерал)
Ива́н Петро́вич Па́влов, (18 декабря 1830 — 24 сентября 1909) — генерал от инфантерии, числившийся по армейской пехоте, член Военного совета (4 января 1905 — 24 сентября 1909), помощник Главного Интенданта Российской Императорской Армии.

## Биография
Образование получил в Первом кадетском Корпусе, откуда был выпущен прапорщиком 26 мая 1849 года в лейб-гвардии Семёновский полк. В том же году с 16 июня по 3 ноября в составе полка находился в походе против мятежных венгров.
Далее продвижение по службе:

подпоручик — с 23 апреля 1850 года,

поручик — с 19 апреля 1853 года,

штабс-капитан — с 6 декабря 1855 года, с назначением командиром роты лейб-гвардии Семёновского полка ,

капитан — с 23 апреля 1861 года.
Участник кампаний 1849, 1854—1855 и 1863 годов.
Полковник с 30 августа 1863 года, с перечислением в лейб-гвардии Гатчинский полк.
С 25 марта 1865 года Высочайшим приказом переведён в Главное Интендантское Управление, с зачислением по армейской пехоте.
С 5 января 1866 по 1 февраля 1868 — Управляющий Ставропольским интендантским отделом Кавказского Военного округа.
С 6 февраля 1868 по 25 октября 1870 — окружной интендант Рижского Военного округа. С 17 апреля 1870 — генерал-майор.
С 23 июня 1873 по 30 августа 1875 — окружной интендант Харьковского Военного округа.
С 30 августа 1875 по 18 марта 1885 — окружной интендант Варшавского Военного округа. С 1 января 1880 — генерал-лейтенант.
Во время русско-турецкой войны по Высочайшему повелению, сообщённому в предписании Главному Интендантскому Управлению за номером 7866 от 30 сентября 1878 года, находился Членом продовольственной комиссии в Одессе для улучшения снабжения действующей армии.
С 15 февраля 1888 по 14 мая 1896 — помощник Главного интенданта Российской Императорской Армии.
С 14 мая 1896 — генерал от инфантерии. Состоял в распоряжении военного министра.
Умер 24 сентября 1909 года.
Похоронен на Новом кладбище в Гатчине.

## Награды
- Орден Святого Станислава 3 степени (1860)
- Орден Святой Анны 2 степени (1867)
- Орден Святой Анны 2 степени с Императорской короной (1869)
- Орден Святого Владимира 3 степени (1872)
- Орден Святой Анны 1 степени (1878)
- Орден Святого Владимира 2 степени (1889)
- Орден Белого орла (1901)
- Орден Святого Александра Невского (6 декабря 1905)
- Золотая табакерка с бриллиантами и вензелем Государя Александра Александровича — в дар лично от Его Императорского Величества за службу Отечеству (1894).

## Семья
- Отец — Павлов, Пётр Петрович (род. 1799, по другим данным в 1795), из дворян Санкт-Петербургской губернии, действительный статский советник(1854), окончил 2-й кадетский корпус откуда был выпущен прапорщиком в 9 артиллерийскую бригаду 15 января 1815 года, затем член общего присутствия Инженерного департамента Военного Министерства. Имел 4-х сыновей и 5-х дочерей.
- Брат — генерал от инфантерии Павлов, Платон Петрович.
- Жена — Евгения Фёдоровна (183? — 1915), дочь русского военного инженера, генерал-майора Фридриха Карловича Бальца.

Дети:
- Фёдор (род. 22.08.1855)
- Евгения (род. 06.12.1858)— в 1883 году окончила историко-филологическое отделение Высших женских курсов в Санкт-Петербурге
- Александр (1.8.1860—25.07.1923)
- Павлова, Мария Ивановна // Большая русская биографическая энциклопедия (электронное издание). — Версия 3.0. — М.: Бизнессофт, ИДДК, 2007. (10.3.1862—1896) — в 1888 году окончила физико-математическое отделение Высших женских курсов в Санкт-Петербурге
- Елена (род. 17.11.1863)
- Ольга (род. 05.05.1866) — в 1896 году окончила физико-математическое отделение по химическому разряду Высших женских курсов в Санкт-Петербурге.
- Николай (25.03.1868—13.04.1945, Париж) — юрист, действительный статский советник. Окончил Императорское училище правоведения в 1889 году. Директор правления Русского общества для выделки пороха. В эмиграции жил в Париже. Член Объединения бывших воспитанников Императорского училища правоведения во Франции. В 1930-е член Комитета кассы правоведов. В 1936 был участником празднования 100-летия Императорского училища правоведения. Похоронен на кладбище Сент-Женевьев-де-Буа.
- Юлия (11.1.1870 — февраль 1942,Ленинград) — муж Будрин, Петр Васильевич (1857—1939),
- Надежда (род. 28.03.1877) — в 1907 окончила Женский медицинский институт. Врач детской больницы Святой Марии Магдалины на Васильевском острове.

Род внесён в 3 часть Родословной книги Петербургской губернии.